# 함덕주
함덕주(咸德柱, 1995년 1월 13일 ~ )는 KBO 리그 LG 트윈스의 투수이다.

## 두산 베어스시절

### 2013 시즌
신인 드래프트에서 5라운드로 지명받아 입단하였다.
7월 6일에 허경민을 대신해 1군에 등록됐다. 그 다음 날 구원 등판하며 데뷔 첫 경기를 치렀고, 경기에서 0.2이닝 1실점을 기록했다.

### 2014 시즌
송일수 감독 체제에서 유일하게 성장했다. 두둑한 배짱과 강력한 구위로 추격조로 편성됐다.
좌완이 절실한 팀 사정으로 인해 꼭 필요한 선수로 이현호와 불펜진을 이뤘지만 이현호가 선발진에 합류해 불펜으로 변경된 진야곱과 왼손 듀오로 활약하며 불펜에서 중요한 역할을 했다.

### 2015 시즌
시즌 68경기에 등판해 7승 2패, 2세이브, 3점대 평균자책점을 기록했다.

### 2016 시즌
2015년에 비해 많이 부진했으나 한국시리즈 엔트리에 등록됐다.

### 2017 시즌
김명신, 박치국과의 5선발 경쟁에서 승리해 5선발로 낙점받았다.

### 2018 시즌
김강률이 부진해 2군에 내려간 뒤 마무리로 활동했다.
팀 내 좌완 투수로서 역대 최다 세이브 기록을 경신했다. 자카르타·팔렘방 아시안게임에 발탁돼 팀이 금메달을 따는데 기여했다.

### 2020 시즌
시즌 중후반에 선발 투수였던 이영하와 보직을 맞바꿨다.

## LG 트윈스시절
2021년 3월 25일, 당시 두산 베어스 소속이었던 그와 채지선, LG 트윈스 소속이었던 남호, 양석환과 2:2 트레이드를 통해 이적하였다.

## 출신 학교
- 강원 일산초등학교
- 원주중학교
- 원주고등학교

## 통산 기록
| 연도 | 팀명   | 평균자책점 | 경기 | 완투 | 완봉 | 승 | 패 | 세 | 홀 | 승률  | 타자 | 이닝 | 피안타 | 피홈런 | 볼넷 | 사구 | 탈삼진 | 실점 | 자책점 |
| ---- | ------ | ---------- | ---- | ---- | ---- | -- | -- | -- | -- | ----- | ---- | ---- | ------ | ------ | ---- | ---- | ------ | ---- | ------ |
| 2013 | 두산   | 33.75      | 3    | 0    | 0    | 0  | 0  | 0  | 0  | -     | 12   | 1⅓   | 6      | 0      | 2    | 0    | 2      | 5    | 5      |
| 2014 | 두산   | 4.44       | 31   | 0    | 0    | 1  | 0  | 0  | 2  | 1.000 | 111  | 26⅓  | 24     | 2      | 12   | 1    | 23     | 13   | 13     |
| 2015 | 두산   | 3.65       | 68   | 0    | 0    | 7  | 2  | 2  | 16 | 0.778 | 278  | 61⅔  | 52     | 4      | 48   | 2    | 76     | 30   | 25     |
| 2016 | 두산   | 6.23       | 15   | 0    | 0    | 0  | 0  | 0  | 0  | -     | 46   | 8⅔   | 10     | 0      | 11   | 0    | 7      | 6    | 6      |
| 2017 | 두산   | 3.67       | 35   | 0    | 0    | 9  | 8  | 0  | 2  | 0.529 | 598  | 137⅓ | 128    | 8      | 64   | 4    | 139    | 61   | 56     |
| 2018 | 두산   | 2.96       | 62   | 0    | 0    | 6  | 3  | 27 | 3  | 0.667 | 293  | 67   | 58     | 4      | 37   | 4    | 75     | 23   | 22     |
| 2019 | 두산   | 3.46       | 61   | 0    | 0    | 2  | 5  | 16 | 7  | 0.286 | 236  | 54⅔  | 39     | 6      | 34   | 1    | 48     | 24   | 21     |
| 2020 | 두산   | 3.90       | 36   | 0    | 0    | 5  | 1  | 10 | 2  | 0.833 | 240  | 55⅓  | 55     | 2      | 21   | 0    | 55     | 25   | 24     |
| 2021 | LG     | 4.29       | 16   | 0    | 0    | 1  | 2  | 0  | 1  | 0.333 | 98   | 21   | 20     | 2      | 13   | 3    | 18     | 11   | 10     |
| 2022 | LG     | 2.13       | 13   | 0    | 0    | 0  | 0  | 0  | 0  | -     | 58   | 12⅔  | 9      | 0      | 11   | 1    | 13     | 3    | 3      |
| 통산 | 10시즌 | 3.73       | 340  | 0    | 0    | 31 | 21 | 55 | 33 | 0.596 | 1970 | 446  | 401    | 28     | 253  | 16   | 456    | 201  | 185    |

- 굵은 글씨는 해당 시즌 최고 기록